# Club Universidad Técnica de Cajamarca
Il Club Universidad Técnica de Cajamarca, meglio noto come UTC Cajamarca, è una società calcistica peruviana con sede nella città di Cajamarca. Milita nel Campeonato Descentralizado, la massima divisione del campionato peruviano.

## Storia
L'UTC Cajamarca è stato fondato il 14 luglio 1964 dagli studenti della Universidad Técnica de Cajamarca. Nel 2014 si è qualificato per la prima volta nella sua storia a una competizione continentale, la Coppa Sudamericana, dove è stato eliminato al primo turno dai colombiani del Deportivo Cali.

## Palmarès

### Competizioni regionali
- Lega dipartimentale di Cajamarca: 17

1971, 1972, 1973, 1974, 1975, 1977, 1978, 1979, 1980, 1995, 1996, 1997, 1998, 2001, 2002, 2003, 2011

### Altri piazzamenti
- Campionato peruviano:

Secondo posto: 1985
- Segunda División:

Terzo posto: 2007